# Маричи
Мари́чи (санскр. मरीचि, IAST: Marīci, букв. «мерцающий огонёк», «луч света») — в древнеиндийской мифологии мудрец, первый из десяти (иногда шести) Праджапати; один из Саптариши (семи великих мудрецов). Маричи — старший сын Брахмы (из его души или плеча), или Сваямбху (санскр. - "Самопорождённый"), или Ману Хираньягарбхи (санскр. - "Золотой зародыш"). Он находится в собраниях Индры и Брахмы и присутствовал при рождении Арджуны. Также он посетил пронзённого стрелами Бхишму.
Однажды Брахма создал меч, чтобы защищать людей, и передал его Рудре, тот передал Вишну, а он — Маричи, который отнёс его махариши, чтобы они передали его Индре. Последний затем подарил его локапалам, от которых он перешёл к Ману.
Маричи имел несколько жён и детей. Самый известный сын Маричи — Кашьяпа, прародитель всех существ, одним из имён которого является патроним Марича. Кашьяпа появился от брака Маричи с Калой, дочерью Кардамы и Девахути. Вторым сыном Маричи от этого брака был Пурниман.
Другой женой Маричи была Урна (IAST: ūrṇā), которая родила шесть сыновей. Из-за проклятия Брахмы они сначала родились как сыновья Хираньякашипу, а в следующем рождении как дети Васудевы и Деваки. Это те самые шесть детей, которые были рождены как старшие братья Кришны и сразу по рождении были убиты Камсой.
Жёнами Маричи были также Самбхути и Дхармаврата. С последней связана легенда. Однажды Маричи вернулся из леса усталым и захотел, чтобы жена Дхармаврата помассировала ему ноги. Когда она начала это делать, Маричи уснул. И тут появился Брахма. Дхармаврата оказалась в затруднительном положении — надо было оставаться при муже и в то же время принять с почестями Брахму, учителя её мужа. Она выбрала последнее. Когда Маричи проснулся и не увидел Дхармавраты, то проклял жену, чтобы она превратилась в камень. Дхармаврата, рассказав мужу, что всего лишь воздавала почести Брахме, ушла от него, чтобы сжечь себя. Тогда к ней явился Вишну и спросил, чего она хочет. Дхармаврата попросила снять проклятие, но оказалось сделать это невозможно. Но взамен Вишну сказал, что она превратится в священный камень, который станет потом известным под именем Деваврата, или Девашила, и боги будут отдыхать на этом священном камне. Впоследствии герой Дхармадева держал этот камень над демоном Гаей, и место стало известным как Гая-тиртха, или тиртха Гаи.
Детями Маричи считаются Агнишватты, один из разрядов питаров (предков).
Маричи считают вождем марутов, на основании фразы из Махабхараты (VI.32.21; Бхагавад-гита — 10, 21), где Кришна говорит «Из марутов я — Маричи». Э. Хопкинс считает это простым следствием чрезвычайной схожести имен — маруты и Маричи.
Этим именем у индийцев называется звезда η из созвездия Большой Медведицы.